# Giancarlo Parodi
Giancarlo Parodi (Novi Ligure, 21 luglio 1938) è un organista italiano.

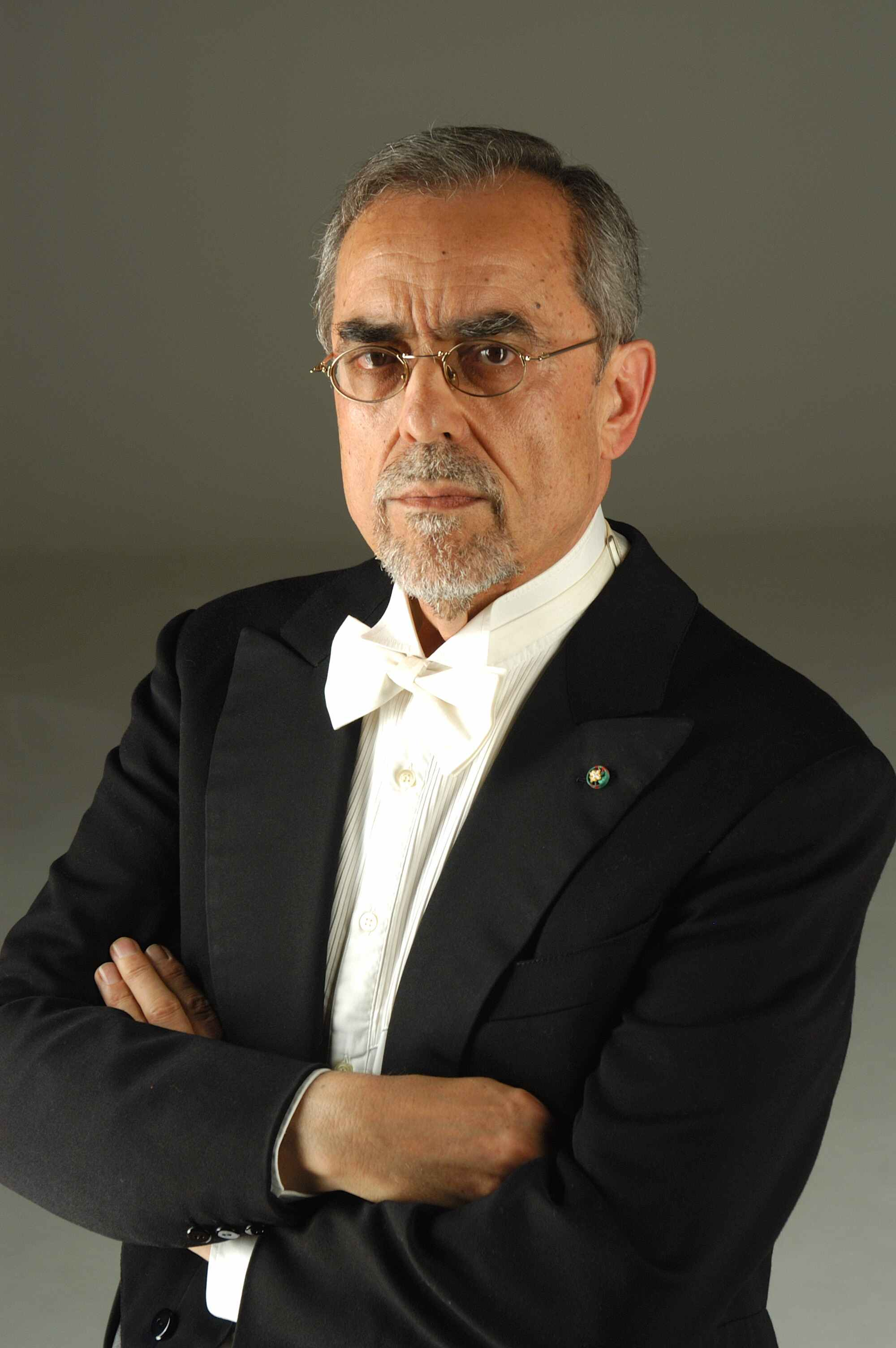
Giancarlo Parodi

Organista titolare della Basilica di S. Maria Assunta in Gallarate (VA). Già titolare della cattedra di Organo e Composizione Organistica presso il Conservatorio di Musica “Francesco Antonio Bonporti” di Trento e del Conservatorio di Musica “Giuseppe Verdi” di Milano. Professore Emerito di Organo Principale al Pontificio Istituto di Musica Sacra di Roma.

## Formazione
Ha studiato privatamente pianoforte con Maggiorino Berutti Bergotto e nel 1960 si è diplomato con lo stesso insegnante in pianoforte presso il Conservatorio Statale di Musica "Niccolò Paganini" di Genova, conseguendo l'anno successivo anche il diploma di organo e composizione organistica con Giacomo Pedemonte e Luigi Molfino, e riportando sempre la massima votazione.

## Carriera
Nel 1963 viene nominato organista titolare e maestro di cappella presso la Basilica di S. Maria Assunta in Gallarate, attività che svolge ancora oggi. Dal 1969 è titolare della cattedra di Organo e Composizione Organistica presso il Conservatorio di Musica “Bonporti” di Trento, per poi passare nel 1986 presso il Conservatorio “Giuseppe Verdi” di Milano, fino al 2002. Dal 1990 al 2012 è professore ordinario di Organo Principale al Pontificio Istituto di Musica Sacra di Roma. Attualmente è docente di Organo presso la Scuola Diocesana di Musica “Santa Cecilia” di Brescia.
È fondatore e Presidente onorario a vita dell'Associazione Organistica “Renato Lunelli” di Trento. È socio fondatore della "Fondazione Domenico Bartolucci" di Roma. È stato membro della Commissione Diocesana di Musica Sacra di Milano e Presidente dell'Associazione Italiana Organisti di Chiesa.

## Discografia
Principali titoli:
- Due suites per Organo (D. Maffeis, N. Vitone), 1970 Eco
- La famiglia Bach, 1976 Eco
- L'arte organistica del ‘700 veneto, 1976 Eco
- L'arte organistica dell'800 italiano, 1979 Eco
- Johann Sebastian Bach, opera omnia, voll. 1-5 (1981), 8-11 (1983), 14, 15 e 24 (1985), Eco
- Musica per organo in Santa Maria Maggiore - Max Reger, trascrizioni da opere di Bach, 1985 Eco
- Concerti per due organi, Giancarlo Parodi/Arturo Sacchetti/Wijnand Van de Pol, 1985 Eco
- Musiche per organo a 2, 4 e 6 mani (registrazione live del 1990), Arturo Sacchetti/Giancarlo Parodi/Andrea Macinanti, 1990 Bongiovanni
- Bartolomeo Franzosini, 1994 Centro Studi Franzosiniani
- Gaetano Valery, Sonate per Organo, 1995 Dynamic
- Giacomo Rampini, 12 Sonate per Organo, 1999 Rainbow Classics
- Giancarlo Parodi esegue Reubke, Karg-Elert, Schönberg, De Pablo, 2000 AIOC
- Concerto per Organo, 2001 Media Studio
- Tutta l'energia della musica, 2002 Pongo Edizioni Musicali
- Contemporanea, 2003 Pongo Classica
- Sinfonie d'Opera e Sonate, 2004 AMS
- Tradizione Organistica Trentina, 2005 Unione Italiana dei Ciechi, sez. prov.le di Trento
- Pagine Mozartiane, 2005 AMS
- Selezione di pubbliche esecuzioni (1997-2010), 2010 AIOC
- Live Performance, 2010 AIOC
- Harmonia Saeculi, 2012 Classica Dalvivo Recording
- Evocazioni - Organi della Diocesi di Cremona - 3, 2014 MV Cremona
- Opere organistiche "L'anima e il condimento della messa" con brani di Giovanni Maria Zandonati (1754-1838) e Francesco Ferrari (1797-1875) all'organo Francesco Comelli di Lorenzago di Cadore, 2020 Associazione Organi Storici in Cadore-Dolomiti

Al clavicembalo:
- Domenico Bartolucci, Suite alla Maniera Antica, 4 preludi e fughe, 1995 Edizioni Cappella Sistina Città del Vaticano

Con formazioni corali:
- Domenico Bartolucci - Mottetti Magnificat, Giancarlo Parodi/Cappella Sistina, 1996 Edizioni Cappella Sistina
- Girolamo Frescobaldi, Missa In Festis B. Mariae Virginis, Giancarlo Parodi/Antiqua Laus, 2017 Pietro Macchione Editore

## Onorificenze e riconoscimenti

### Onorificenze
- Commendatore dell'Ordine al merito della Repubblica italiana, 29 marzo 1991
- Commendatore dell'Ordine di San Gregorio Magno, Città del Vaticano, 5 febbraio 1999
- “Paul Harris Fellow” del Rotary International - Gallarate (1990), Lucca (2015)
- “Aquila ardente di San Venceslao”, conferito dal Sindaco della Città di Trento il 28 settembre 2006

### Riconoscimenti
- 1984 - Premio “Due Galli” Città di Gallarate
- 1997 - Premio Torre d'Oro, conferito dall'Associazione culturale “In Novitate” della Città di Novi Ligure
- 2008 - Premio "dei campionissimi Fausto Coppi e Costante Girardengo", conferito dalla Città di Novi Ligure
- 2014 - "Tromboncino d'oro” da parte dell'Associazione Organi Storici in Cadore